# Сметанин, Михаил Дмитриевич
Михаил Дмитриевич Сметанин (1926—1974) — старший лейтенант Советской Армии, участник Великой Отечественной войны, Герой Советского Союза (1945).

## Биография
Михаил Сметанин родился в 1926 году в посёлке Тисуль (ныне — Тисульский район Кемеровской области). Окончил восемь классов школы. В ноябре 1943 года Сметанин был призван на службу в Рабоче-крестьянскую Красную Армию. С сентября 1944 года — на фронтах Великой Отечественной войны.
К февралю 1945 года красноармеец Михаил Сметанин был автоматчиком 696-го стрелкового полка 383-й стрелковой дивизии 33-й армии 1-го Белорусского фронта. Отличился во время форсирования Одера. 5 февраля 1945 года Сметанин переправился через Одер в районе города Фюрстенберг (ныне — в черте Айзенхюттенштадта) и лично уничтожил немецкого снайпера. Во время боёв на улицах Фюрстенберга подобрался к укреплённому дому и забросал гранатами находившихся там немецких солдат.
Указом Президиума Верховного Совета СССР от 24 марта 1945 года красноармеец Михаил Сметанин был удостоен высокого звания Героя Советского Союза с вручением ордена Ленина и медали «Золотая Звезда».
После окончания войны Сметанин продолжил службу в Советской Армии. В 1956 году в звании старшего лейтенанта он был уволен в запас. Проживал и работал в Перми. Скоропостижно скончался 21 декабря 1974 года.
Был также награждён рядом медалей.
В честь него была названа улица в поселке Тисуль.